# Albert Sandklef
Johan Albert Sandklef, till 1929 Anderson, född 13 maj 1893 i Frillesås socken, Halland, död 31 augusti 1990 i Göteborg, var en svensk folkminnesforskare och kulturhistoriker. Han var 1921–1961 chef för Varbergs museum, som under hans ledning blev landets största folkminnesarkiv utanför universitetsorterna. Han var också mångårig sekreterare i Hallands hembygdsförbund.

## Biografi
Sandklef började sin bana som medarbetare i olika halländska tidningar. Efter att 1921 ha blivit sekreterare i Norra Hallands kulturhistoriska förening blev han också intendent och chef för Varbergs museum, som han grundade på Varbergs fästning. Han var sekreterare i Hallands hembygdsförbund 1922–1955. År 1950 blev han filosofie hedersdoktor i Göteborg och 1964 hedersledamot i Kungliga Gustav Adolfs Akademien för svensk folkkultur. Sandklef blev hedersledamot av Hallands nation vid Lunds universitet 1958. Redan på 1910-talet började han samla dialekt- och folkminnesuppteckningar, som han lämnade till språkforskaren Ernst Wigforss – sedermera finansminister – som skrivit sin doktorsavhandling om hallandsdialekter.

### Varbergs museum
Varbergs museum blev genom Sandklef landets största folkminnesarkiv utanför universitetsorterna, med 270 000 sidor uppteckningar. Sandklef är i en bredare krets känd för två fynd som han var med om att utvärdera, bockstensmannen och en kulknapp.
Den medeltida Bockstensmannen påträffades 1936 i Rolfstorps socken och ställdes ut på Varbergs museum. Sandklef skrev en rad vetenskapliga undersökningar kring fyndet, bland annat i Acta ethnologica 1937. I sin skrift Bockstensmannen kritiserade han kraftigt Margareta Nockert för att hon under omkonserveringen av Bockstensmannens dräkt "förstört" delar av den och rekonstruerat andra delar felaktigt.  
När en kulknapp återfanns i Öxnevalla i Västergötland gjorde Sandklef gällande att det genom bevarat traditionsmaterial var möjligt att påstå att det var med denna som kung Karl XII hade mördats 1718. 1940 publicerade han tillsammans med en rad historiker boken Carl XII:s död, där tesen om kulknappen drevs. Saken blev mycket uppmärksammad och kulknappen blev ett av massmedia uppmärksammat utställningsföremål på Varbergs museum.

### Etnolog och författare
Som etnologisk fältforskare utgav han en lång rad uppsatser och ägnade sig åt linodlingens och biodlingens historia.  Hans bibliografi omfattar omkring 800 nummer, däribland den stora boken Allmogesjöfart på Sveriges västkust 1575–1850 (1973). Han gav ut hallandsförfattaren August Bondesons Samlade skrifter i sju band under åren 1939–1940.
Man bör inte heller glömma Albert Sandklefs bok Trettio sorter kryddat brännvin (och tre nya), om man vill veta mer om svenskt brännvin.

### Musik och fästningsspel
Sandklef var också musikintresserad. Han var med vid Hallands Hembygdsförbunds hembygdsting på Katrinebergs folkhögskola 1931, då Hallands spelmansförbund bildades och Sandklef kom att ingå i dess styrelse. 
På hans initiativ och i samarbete med Kolbjörn Knudsen på Göteborgs Stadsteater startades 1947 Fästningsspelen. Som premiärpjäs gavs Hamlet med Per Oscarsson i titelrollen.  

## Övrigt
Sandklef var i sitt första äktenskap från 1932 gift med Karin Lagerblad med vilken han fick tre barn. I sitt andra äktenskap var han från 1976 gift med Dagmar Selling.Hans aska är spridd i havet utanför Varberg..